# إدوين كورلي
إدوين كورلي (بالإنجليزية: Edwin Corley)‏ (1931 في الولايات المتحدة - 1981، غولفبورت في الولايات المتحدة)؛ روائي أمريكي.